# Layayda

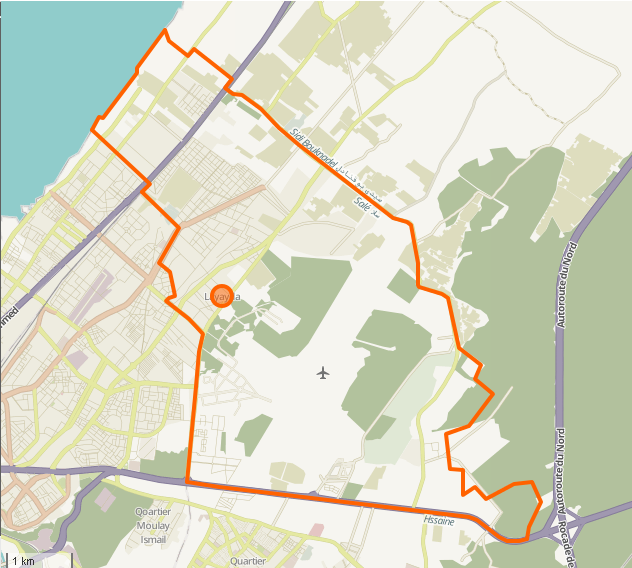
Carte de Layayda

Layayda est un des 5 arrondissements de Salé, elle-même située au sein de la préfecture de Salé, dans la région de Rabat-Salé-Kénitra.
Cet arrondissement a connu, de 1994 à 2004, une hausse de population, passant de 83 777 à 118 233 habitants.  En 2024, sa population atteint 229 838 habitants. 
Depuis les élections de 2021, le Président de cet arrondissement est Ahmed Sefiani (أحمد السفياني)[réf. souhaitée].